# Осада Ла-Рош-о-Муана
Осада Ла-Рош-о-Муана войсками Иоанна Безземельного 19 июня — 2 июля 1214 — состоялась в ходе англо-французской войны 1202—1214.
В ходе кампании 1214 года король Иоанн в июне выступил из Пуату на север, чтобы соединиться с войсками императора Оттона IV, вторгшегося во Францию с востока. Форсировав Луару у Ансени, Иоанн захватил Анжер и Бофор-ан-Валле, после чего направился к Ла-Рош-о-Муану, расположенному в трех лье вниз по течению от Анжера. Этот мощный замок, построенный сенешалем Анжу Гильомом де Рошем, контролировал стратегические пути, в том числе дорогу на Нант, на которой до этого постоянно совершал разбои Пайен де Рошфор, рыцарь с левого берега Луары. Овладеть замком было необходимо, так как опираясь на него, французы могли перерезать коммуникации английской армии и помешать её отступлению на юг.
19 июня король начал осаду. Пайен де Рошфор со своей бандой присоединился к его войскам. Гарнизон храбро оборонялся, но против столь мощной армии долго продержаться не смог бы. Принц Людовик и маршал Анри Клеман, которым Филипп Август поручил борьбу с Иоанном, опасались идти на помощь крепости, так как войско английского короля и его пуатевинских союзников в три раза превосходило числом их силы. У французов было 300 рыцарей, 2 тыс. конных и 7 тыс. пеших сержантов, и 4 тыс. солдат, приведенных Гильомом де Рошем и Амори де Краоном. Людовик послал гонца за советом к своему отцу, направлявшемуся навстречу Оттону, и король приказал ему идти к замку и заставить Иоанна снять осаду.
30 июня Людовик выступил из Шинона, по рыцарскому обычаю известив английского короля о своем приближении. Иоанн послал ему ответ: «Если придешь, то найдешь меня готовым к битве, и чем скорее придешь, тем скорее пожалеешь, что пришел». Маршал командовал авангардом и фактически руководил войсками. 2 июля французы подошли к крепости, и пуатевинские бароны внезапно отказались с ними сражаться и покинули своего короля. Гильом Ле Бретон вкладывает в уста виконта Эмери де Туара речь, в которой тот заявляет Иоанну, что скоро англичане сами узнают храбрость французов, а что до него, то лучше он благоразумно вернется в свои владения. Гильом Гиар приписывает эти слова Савари де Молеону.
Лишившись большей части войска, король бросил осадные машины и в спешке начал переправу через Луару. Много людей при бегстве утонуло в реке: лодок не хватало, а в те что были, набивалось столько людей, что они тонули от перегрузки. Отставших французы частью перебили, а большинство взяли в плен. В осадном лагере была взята большая добыча. 15 июля Иоанн укрылся в Ла-Рошели и больше не предпринимал попыток наступления.
Филипп Август получил известие о победе, когда стоял лагерем у Перонны, наблюдая за концентрацией вражеских сил на границе Эно. Успех у Ла-Рош-о-Муана избавлял французского короля от опасности оказаться зажатым в клещи, и для современников значение этой победы было столь велико, что её ставили почти вровень с битвой при Бувине. Вскоре она обросла легендарными подробностями: говорили, что оба сражения произошли в один день, что, одержав победу, отец и сын направили друг другу гонцов с радостным известием. Гонцы встретились возле Санлиса; обменявшись сообщениями, «они воздели руки к небу, благодаря Господа за то, что он позволил королю и его наследнику торжествовать победу одновременно».